# Gopo pentru debut regizoral
Gopo pentru debut este un premiu acordat în cadrul galei Premiilor Gopo celui mai bun debut regizoral. Se acordă începând cu anul 2011. Câștigătorii și nominalizații acestei categorii sunt:

## Anii 2010
- Gopo 2011 — Florin Șerban  pentru regia filmului Eu când vreau să fluier, fluier
  - Răzvan Rădulescu și Melissa de Raaf — Felicia, înainte de toate
  - Marian Crișan — Morgen

- Gopo 2012 — Bogdan George Apetri pentru regia filmului Periferic
  - Ana Lungu și Ana Szel pentru regia filmului Burta balenei
  - Ana Vlad și Adi Voicu pentru regia filmului Metrobranding

- Gopo 2013 — Gabriel Achim pentru regia filmului Visul lui Adalbert
  - Paul Negoescu pentru regia filmului O lună în Thailanda
  - Silviu Purcărete pentru regia filmului Undeva la Palilula

- Gopo 2014 — Igor Cobileanski pentru regia filmului La limita de jos a cerului
  - Tudor Cristian Jurgiu pentru regia filmului Câinele japonez
  - Iulia Rugină pentru regia filmului Love Building
  - Bogdan Mustață pentru regia filmului Lupu
  - Vali Hotea pentru regia filmului Roxanne

- Gopo 2015 — Vlad Petri  pentru regia filmului București, unde ești?
  - Răzvan Săvescu  pentru regia filmului America, venim!
  - Andrei Gheorghe pentru regia filmului Planșa
  - Cristina Iacob pentru regia filmului #Selfie

- Gopo 2016 — Nicolae Constantin Tănase pentru regia filmului Lumea e a mea
  - Andrei Cohn pentru regia filmului Acasă la tata
  - Doru Nițescu pentru regia filmului Carmen

- Gopo 2017 — Bogdan Mirică  – Câini
  - Catrinel Dănăiață  – Dublu
  - Ion Indolean  – Discordia

- Gopo 2018 — Daniel Sandu  – Un pas în urma serafimilor
  - Anca Miruna Lăzărescu  – La drum cu tata
  - Cristi Iftime  – Marița
  - Emanuel Pârvu  – Meda sau Partea nu prea fericită a lucrurilor

- Gopo 2019 — Ivana Mladenovic  – Soldații. Poveste din Ferentari
  - Bogdan Theodor Olteanu  – Câteva conversații despre o fată foarte înaltă
  - Andrei Crețulescu  – Charleston
  - Ioana Uricaru  – Lemonade
  - Vlad Zamfirescu  – Secretul fericirii

## Anii 2020
- Gopo 2020 — Adina Pintilie  – Nu mă atinge-mă
  - Liviu Săndulescu  – Cărturan
  - Radu Dragomir  – Mo
  - Marius Olteanu  – Monștri.
  - Nora Agapi  – Timebox

- Gopo 2021 — Radu Ciorniciuc  – Acasă
  - Adrian Pîrvu, Helena Maksyom  – Totul nu va fi bine
  - Dorian Boguță  – Urma

- Gopo 2022 — Eugen Jebeleanu  – Câmp de maci
  - Tudor Platon  – Casa cu păpuși
  - Octavian Strunilă  – Complet Necunoscuți
  - Ruxandra Ghițescu  – Otto barbarul
  - Dan Dinu  – România Sălbatică

- Gopo 2023 — Monica Stan, George Chiper-Lillemark  – Imaculat
  - Andrei Huțuleac  – ＃dogpoopgirl
  - Octav Chelaru  – Balaur
  - Alina Grigore  – Crai nou
  - Sebastian Mihăilescu  – Pentru mine tu ești Ceaușescu

- Gopo 2024 — Mihai Mincan  – Spre nord
  - Carla Maria Teaha  – De ce mă cheamă Nora când cerul meu e senin
  - Eugene Buică  – Doamna Buică
  - Cătălina Tesar  – Pocalul.Despre fii și fiice
  - Andrei Tănase  – Tigru

- Gopo 2025 — Bogdan Mureșanu  – Anul Nou care n-a fost
  - Isabela Tent  – Alice ON & OFF
  - Adi Voicu  – Captura
  - Sabin Dorohoi  – Clara
  - Ana Maria Comănescu  – Horia